# Höhlensystem Kreiselhalle-Malachitdom
Das Höhlensystem Kreiselhalle-Malachitdom ist ein als Naturdenkmal geschütztes Karsthöhlensystem nahe dem Bad Wünnenberger Ortsteil Bleiwäsche im Steinbruch Düstertal.

## Entdeckung
Zuerst wurde am 12. April 1987 von Briloner Höhlenforschern der Zustieg zur Kreiselhalle entdeckt. Durch einen schmalen, durch Sprengung zerrütteten Einstieg in Sohlenhöhe konnte eine Halle von 25 × 18 × 12 Meter erreicht werden. Durch den sogenannten Kreisel, einen etwa 18 Meter senkrecht in die Höhe führenden Deckenschlot in der Kreiselhalle, wurden zahlreiche Überreste eiszeitlicher Säugetiere (Auerochse, Pferd, Rothirsch, Höhlenbär und Rentier) in die Höhle gespült. Aus einer nach Süden verlaufenden, hohen Kluft, die mit einem undurchdringbaren Blockversturz verschlossen war, wehte ein deutlich spürbarer Luftzug; ein eindeutiger Hinweis auf weitere Höhlenteile. Die Kreiselhalle konnte mit einer Länge von 139 Meter erforscht und vermessen werden. Um besser weitere Knochen gefahrlos bergen zu können, wurde die Halle im Mai 1987 teilweise gesprengt. Schon während der Entdeckung der Kreiselhalle konnte nur wenige Meter südwestlich eine weitere, nur faustbreite, aber stark Wetter führende Kluft beobachtet werden. Schon damals war klar, dass es nur eine Frage der Zeit und des Glücks wäre, bis sich ein weiterer Hohlraum durch Sprengung öffnet. Dieser Tag war bereits am 12. Juli 1987; das Sprenggut vor der Abbauwand war bis auf die Stelle, die erwartet wurde, abgeräumt. Nachdem zahlreiche Felsbrocken beseitigt werden konnten, krachte der Rest in einen großen offenen Schacht; der Malachitdom war entdeckt.

## Namensgebung
Die Benennung des Malachitdoms geht auf die in der Höhle vorhandenen Mineralien, u. a. Malachit und Azurit, zurück. Unter dem Einfluss der Vererzung entstanden grün- und hellblau gefärbte Tropfsteine, die in Deutschland ebenso einzigartig sind wie die vielfältigen Sinterformen. Während des Tertiärs und Pleistozäns floss das an der Oberfläche heranströmende Wasser in den Malachitdom. Heute versinken die Bäche bereits im Ort von Bleiwäsche.

## Geologie
Im nordöstlichen Rheinischen Schiefergebirge liegt die Gemeinde Bad Wünnenberg-Bleiwäsche. Der Gesteinsuntergrund der landwirtschaftlich genutzten Hochfläche besteht aus dem sogenannten Briloner Massenkalk. Diese Massenkalke sind Riffkarbonate, die sich während des Devons als Korallenriffe im damals von Meeren bedeckten Gebiet südlich von Bleiwäsche bildeten. Der Massenkalk ist ein begehrter Rohstoff.

## Raumbeschreibung
Der Zustieg in den Malachitdoms erfolgt über einen gut 13 m tiefen ovalen und annähernd senkrechten Schacht in die Tiefe. Hier mündet er über eine schmale Kluft seitlich in die Zentralhalle. Die Zentralhalle des Malachitdoms dürfte mit ihren Ausmaßen von 82 m Länge, bis zu 20 m Breite und eine Höhe von über 10 m, der größte bekannte freitragende Höhlenraum in Nordrhein-Westfalen sein. Im oberen Bereich der Zentralhalle hat der Karsthohlraum einen Erzgang mit hydrothermaler Vererzung angeschnitten, die Erzkammer. Hier konnten blau- und grüngefährbten Calcit-Sinter entstehen, die zumindest in Deutschland einmalig sein dürften. Ebenfalls in den höher gelegenen Bereichen der Zentralhalle besteht der Boden aus mächtigen Versinterungen mit zahllosen kleinen Sinternäpfchen. Durch ein Ereignis ist der komplette Höhlenboden in Bewegung geraten und dadurch um einige Dezimeter abgesunken; hierdurch wiederum sind Stalagmiten unter ihrem Tropfpunkt weggewandert und sind somit fossil. Abwärtsführend führt der Hauptgang über eine Steilstufe durch einen, hier bis an die Decke reichenden Versturz in eine weitere, stark versinterte Halle. Hier konnten weichseleiszeitliche, kryogene Calcite entdeckt werden, die auf eine damalige Vereisung der Höhle hinweisen. Aus dieser Halle führt ein weiterer enger, steil abwärts führender Gang bis in den Schwankungsbereich des Karstwasserspiegels.
An der Nordseite der Zentralhalle kann steil aufwärtsführend unter die, in der Kreiselhalle beobachtete, Wetter führende, mit Versturz verplombte Kluft, aufgestiegen werden. Ein Weiterkommen ist hier noch immer unmöglich.
Inzwischen ist der Malachitdom außerdem zu einem Fledermausquartier mit verschiedenen Fledermausarten geworden, deren Einflugbereich bisher ungeklärt blieb und die Frage nach weiteren, unbekannten Höhlenteilen nahelegt.
Die Höhle entstand im Wesentlichen in der Tertiär-Zeit.

## Unterschutzstellung
„Bereits am Tag der Entdeckung des Malachitdoms wurde dessen hohe wissenschaftliche Bedeutung erkannt und eine Meldung bei den zuständigen Naturschutzbehörden beschlossen. Zielsetzung war es, das Höhlensystem unter Schutz stellen zu lassen. Dem standen allerdings die Interessen des Steinbruchbetreibers entgegen, der in diesem Bereich den Kalk abbauen wollte. 
Die Bezirksregierung Detmold stellte daraufhin das Höhlensystem bis zum 31.12.1989 als schützenswertes Objekt im Sinne des Landschaftsgesetzes Nordrhein-Westfalen einstweilig sicher. 
(die Frist wurde dann bis zum 30.9.1991 verlängert)
Die Ergebnisse des Untersuchungsprogramms veranlassten die Bezirksregierung Detmold, das Höhlensystem Kreiselhalle-Malachitdom im Steinbruch Düstertal am 28.3.1991 nach dem damaligen Landschaftsgesetz von Nordrhein-Westfalen als Naturdenkmal auszuweisen. Als Unterschutzstellungsgründe wurden ‚wissenschaftliche, naturgeschichtliche, landeskundliche und erdgeschichtliche Gründe‘ genannt und auf die ‚Seltenheit, Eigenart und Schönheit des Objekts‘ verwiesen.
Da noch verschiedene juristische Fragen zu klären waren, insbesondere im Hinblick auf zu leistende Entschädigungenfür den Steinbruch, wurde die Ausweisung als Naturdenkmal zunächst bis Ende 1994 befristet.“

Es folgte eine weitere Verlängerung der Ausweisung der Höhle als Naturdenkmal bis 2011, also einen Gesamtzeitraum von 20 Jahren. Nach dem Auslauf dieser Verlängerung war die Höhle ohne formalen Schutz. Daraufhin wollte 2018 der Steinbruchbetrieb erneut den Höhlenbereich abbauen, was allerdings von der Bezirksregierung Detmold abgelehnt wurde. Es folgte ein Rechtsstreit beim Verwaltungsgericht Minden, welches mit einem Urteil in letzter Instanz am 21. September 2022 das Höhlensystem nach 35 Jahren endgültig unter Schutz stellte.
Die Sauerländer Hartkalkstein-Industrie GmbH forderte vom Land Nordrhein-Westfalen, beziehungsweise von der Bezirksregierung Detmold, knapp 17 Millionen Euro Entschädigung, weil der Kalkstein nur bis zu einem Schutzstreifen von 150 Meter um das Höhlengebiet abbauen darf. Das Verwaltungsgericht Minden wies die Millionenklage im Juli 2025 ab.

## Galerie

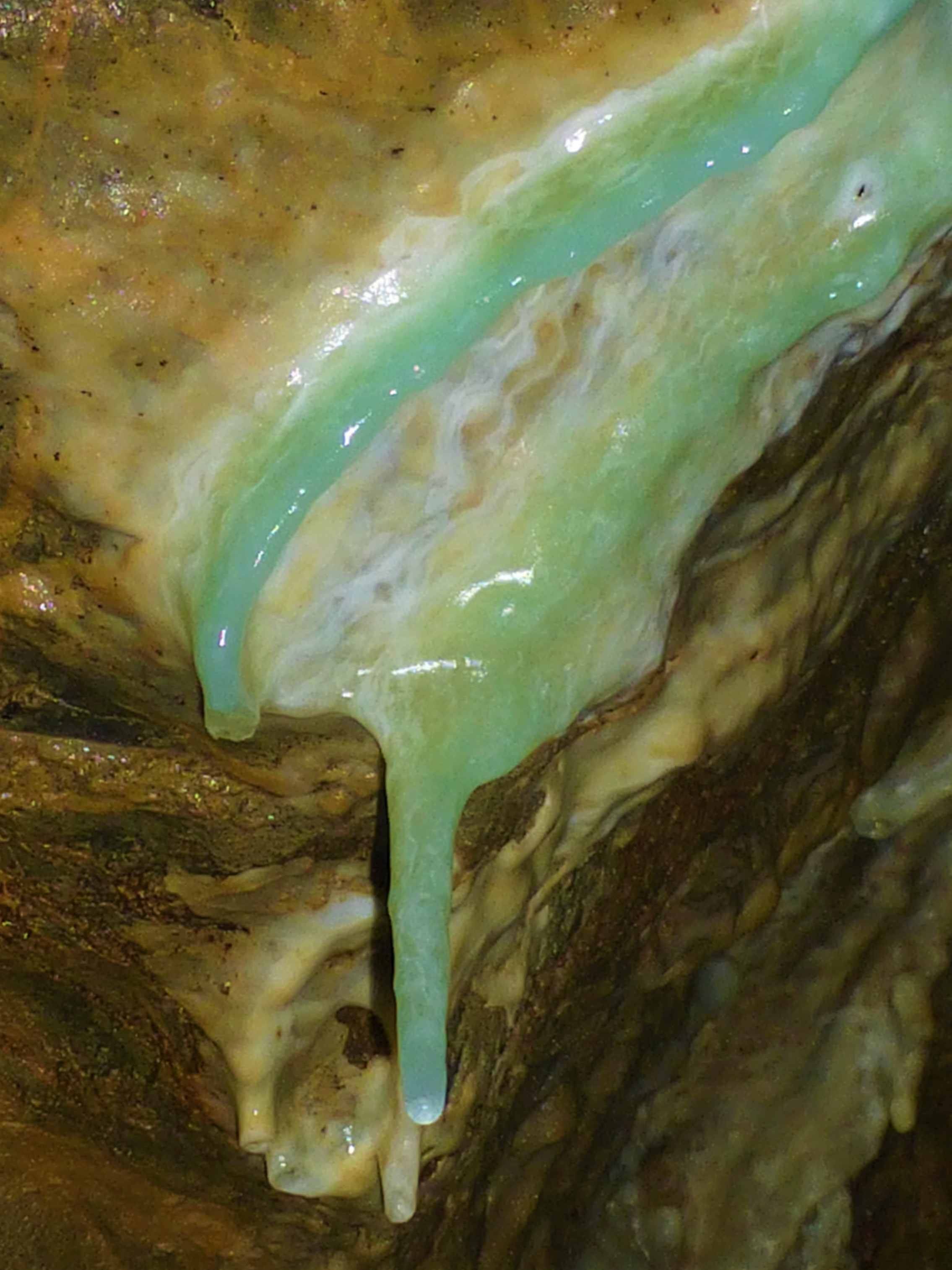
Malachitdom – farbige Versinterungen
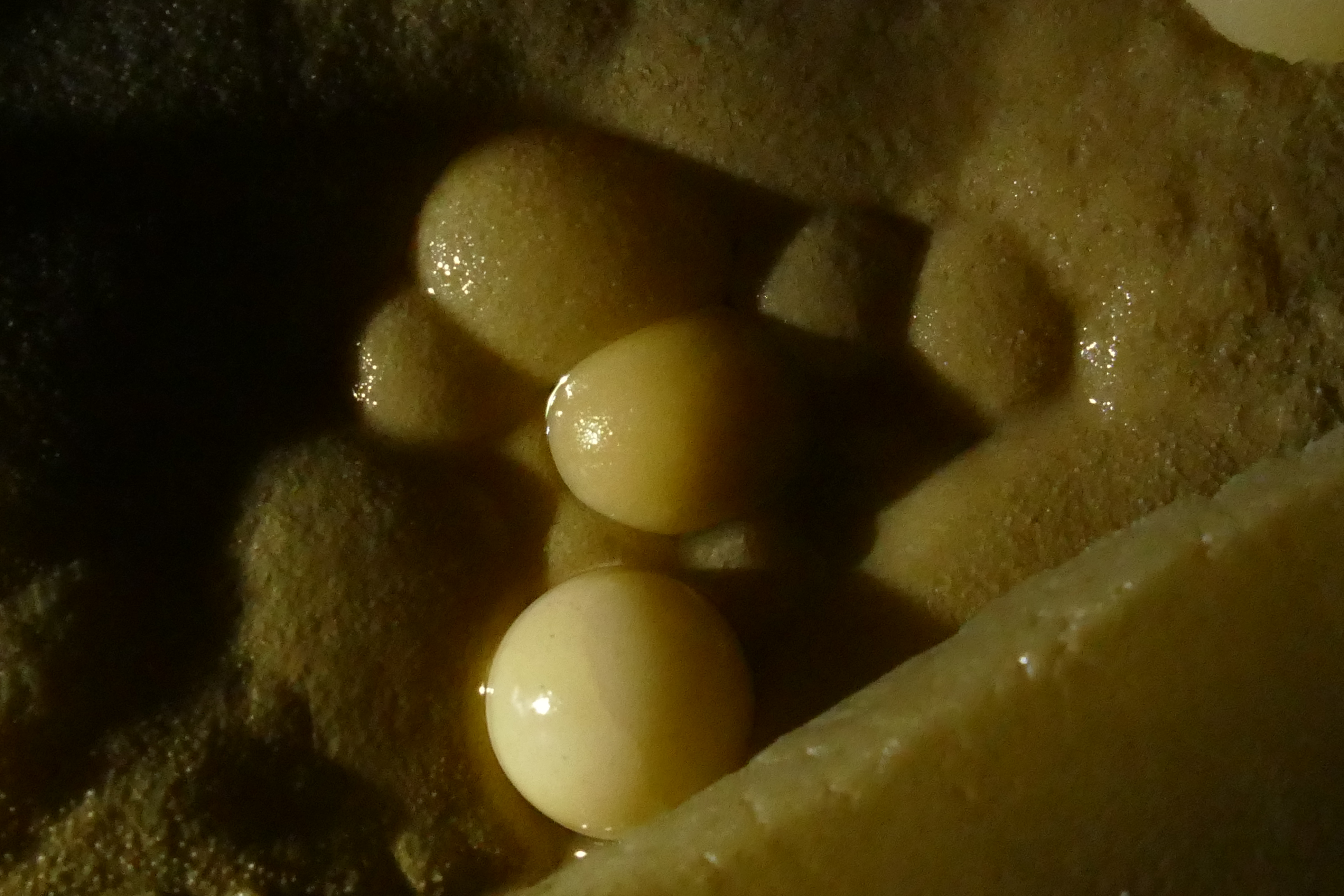
Malachitdom – Nahaufnahme von Sinterperlen
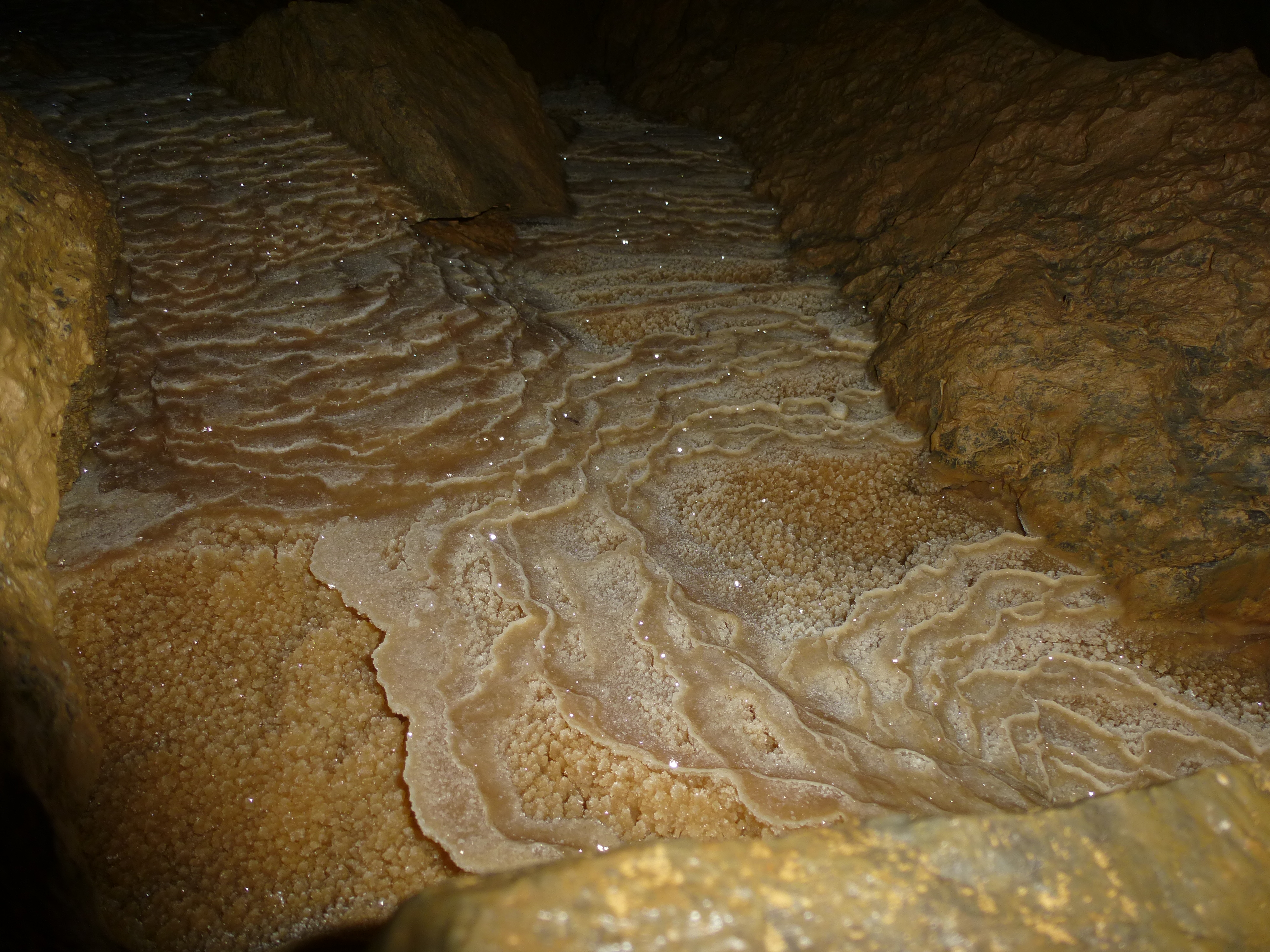
Malachitdom – Sinterbecken
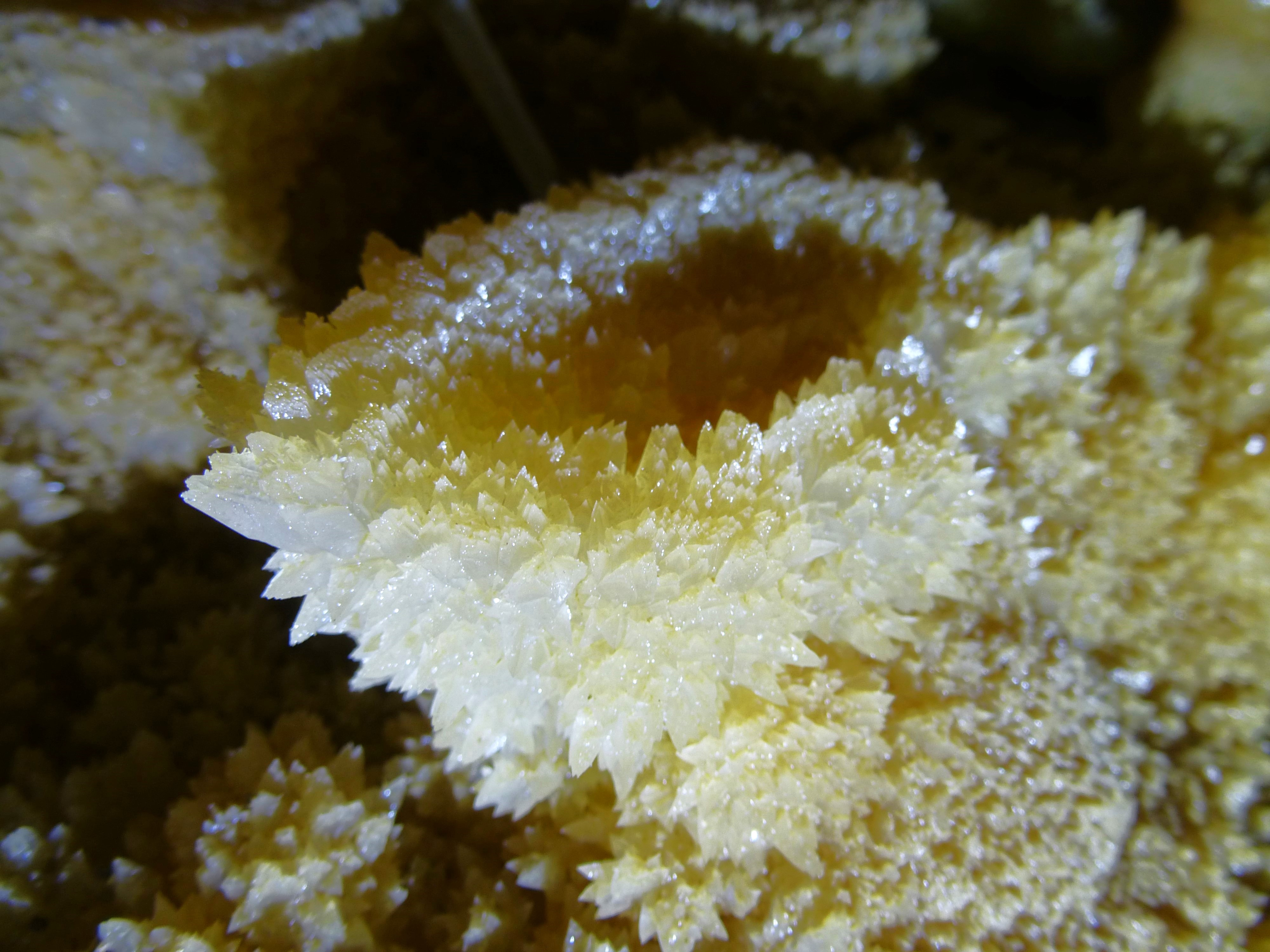
Malachitdom – Calcit-Kristalle in Sinterbecken
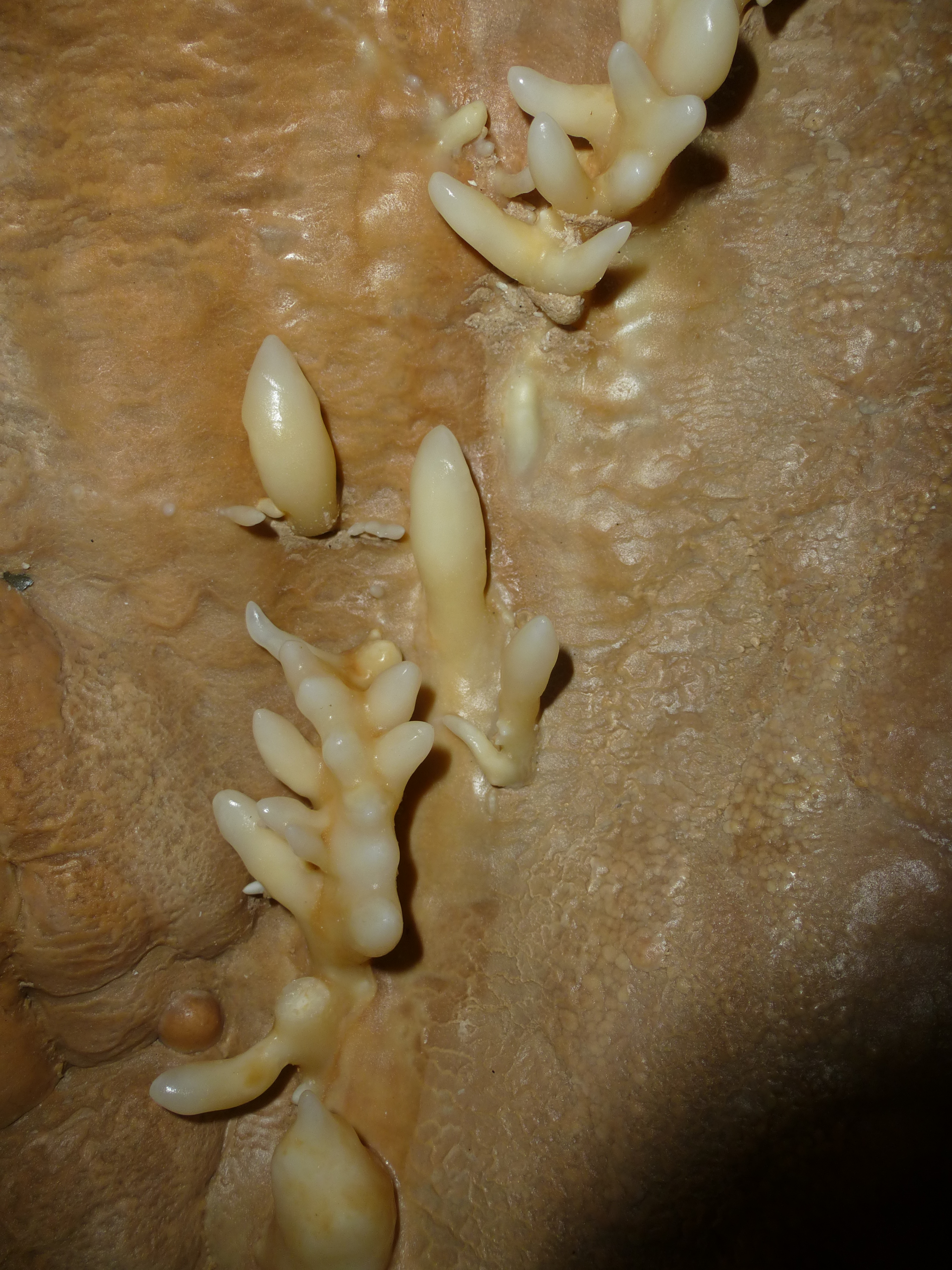
Malachitdom – Excentriques